# Garrett Gerloff
Garrett Gerloff (Spring, Texas, 1 augustus 1995) is een Amerikaans motorcoureur.

## Carrière
Gerloff begon zijn motorsportcarrière in 2007 in de Western Eastern Roadracing Association. In 2010 werd hij binnen dit kampioenschap eerste in de Superbike-klasse en in 2011 won hij de Supersport-klasse, beide keren op een Yamaha. In 2011 en 2012 nam hij deel aan het regionale AMA Daytona Sportbike-kampioenschap, voordat hij in 2013 overstapte naar de nationale klasse. Hij eindigde hier in twee opeenvolgende jaren als derde en zesde. In 2015 werd het nationale kampioenschap overgenomen door MotoAmerica, waarin Gerloff uitkwam in de Supersport-klasse. In zijn eerste seizoen eindigde hij als derde, voordat hij in 2016 en 2017 kampioen werd in de klasse.
In 2018 maakte Gerloff binnen de MotoAmerica de overstap naar de superbike-klasse, waarin hij uitkwam voor het fabrieksteam van Yamaha. Hij behaalde gedurende het seizoen vijf podiumplaatsen op Road Atlanta, het Circuit of the Americas, Road America, het Miller Motorsports Park en het Pittsburgh International Race Complex. Met 208 punten werd hij vijfde in de eindstand. In 2019 won hij vier races op Laguna Seca, de Sonoma Raceway, het Pittsburgh International Race Complex en het New Jersey Motorsports Park en stond hij in elf andere races op het podium. Met 316 punten werd hij achter Cameron Beaubier en Toni Elías derde in het kampioenschap.
In 2020 maakte Gerloff zijn debuut in het wereldkampioenschap superbike op een Yamaha. Hij behaalde een podiumfinish op het Circuit de Barcelona-Catalunya en twee op het Autódromo do Estoril. Met 103 punten werd hij elfde in de eindstand. Tevens werd hij dat jaar ook aangekondigd als eenmalige vervanger van Valentino Rossi in de MotoGP-klasse van het wereldkampioenschap wegrace tijdens de Grand Prix van Europa nadat Rossi vertraagd herstelde van COVID-19. Hij reed de eerste twee vrije trainingen voordat Rossi vanwege twee negatieve coronatesten terug kon keren.
In 2021 blijft Gerloff actief in het WK superbike bij Yamaha. Ook maakte hij dat jaar alsnog zijn MotoGP-debuut als vervanger van de geblesseerde Franco Morbidelli in de TT van Assen.